# Gučevo (montagne)
Pour les articles homonymes, voir Gučevo.
Le mont Gučevo (en serbe cyrillique : Гучево) est une montagne de l'ouest de la Serbie. Il s'élève à une altitude de 779 m. Il est situé dans les Alpes dinariques.
Le mont Gučevo fait partie du groupe de montagnes de Podrinje-Valjevo. Il se trouve à proximité de la rive droite de la Drina et sur le territoire de la municipalité de Loznica.
À son sommet se trouve un monument érigé en l'honneur des soldats tombés lors de la Première Guerre mondiale.